# Émile Ali-Khan
Émile Ali-Khan (Battle, 6 giugno 1902 – ...) è stato un velocista francese.

## Palmarès

### Olimpiadi
- Argento a Anversa 1920 nella staffetta 4×100 metri.